# Софронов, Алексей Иванович
Алексе́й Ива́нович Софро́нов (1859, Тиликтино, Клинский уезд, Московская губерния, Российская империя — 1925, Клин, Московская губерния, СССР) — с 1871 года слуга и близкий друг русского композитора Петра Ильича Чайковского. 
Американский исследователь Роланд Джон Уайли называет его «главным слугой» и «распорядителем домашних дел» композитора, по предположению некоторых исследователей, Софронов был постоянным любовником Чайковского. После смерти работодателя значительная часть его имущества по завещанию отошла к Алексею Софронову. После смерти композитора он принял участие в создании в Клину мемориального музея П. И. Чайковского.
Сохранилось 117 писем композитора к Алексею Софронову, написанных с 1875 по 1893 год. В свою очередь, 130 писем Алексея Софронова Чайковскому, датированных 1877—1893 годами, хранятся в архиве Клинского дома-музея композитора. Он неоднократно упоминается в дневниковых записях, письмах и воспоминаниях друзей и родственников П. И. Чайковского как Алёша и Лёня. Софронов является персонажем фильмов о композиторе и художественных литературных произведений, рассказывающих о его жизни. Алексей Софронов стал главным героем книги советского краеведа и биографа Владимира Холодковского «Дом в Клину», посвящённой созданию Дома-музея П. И. Чайковского.

## Биография
Алексей Софронов родился в 1859 году в крестьянской семье в одной из деревень Клинского уезда Московской губернии. В 1871 году в возрасте двенадцати лет Алексей вслед за своим старшим братом Михаилом поступил на службу к Чайковскому. К тому времени он не имел никакого опыта подобной работы. Доктор искусствоведения Полина Вайдман предположила, что «всякого рода росчерки и неумелые рисунки», которые встречаются на архивных документах композитора, относящихся к первой половине 70-х годов, оставил его «баловавшийся» слуга-подросток. Чайковский привязался к мальчику, и тот стал, по словам американского биографа композитора, «единственным человеком, в котором он неизменно нуждался».
После вступления Чайковского в брак в 1877 году Михаил Софронов оставил службу у композитора. Алексей же продолжил прислуживать Чайковскому в Москве. В 70-е годы XIX века Алексей часто упоминается в переписке композитора с Модестом Чайковским (так, например, многократно упоминается процедура «чесания головы» композитора юным слугой). Чайковский в письме брату Анатолию описывал одну из своих ссор с Софроновым в это время:

«Я вдруг рассвирепел, разорвал галстук, рубашку, сломал стул и т. д. Когда я предался этим странным гимнастическим упражнениям, вдруг я встретился с ним глазами. Он был до того испуган, до того жалобно смотрел на меня совершенно побледневший, так потерянно говорил „что с Вами, успокойтесь“ и т. д., что я тотчас же успокоился»— Письмо А. И. Чайковскому от 8 [20] декабря 1877. Оригинал в Доме-музее в Клину, А3, 1123
В марте 1878 года у Алексея Софронова начался роман с некоей Мари, работавшей горничной на вилле Ришельё в швейцарском Кларане на берегу Женевского озера, где в то время проживал композитор. Роланд Джон Уайли и Энтони Холден отмечали, что из-за этого «его отношения с Чайковским ухудшились». В июне 1879 года родился внебрачный ребёнок, отцом которого был объявлен Софронов.

### Служба в армии
Работа Софронова у композитора была на время прервана в 1880 году, так как юноша должен был отбывать воинскую повинность (он был определён в Екатеринославский 1-й лейб-гренадерский полк, расквартированный в Москве). Сохранился аттестат, выданный композитором своему слуге для представления в призывной пункт. Чайковский отметил в нём «безупречную честность, благонравие, усердие», «безукоризненное» поведение Софронова, выразил ему в письменном виде «живейшую благодарность». Срок службы был сокращён до четырёх лет в результате сданного экзамена, но Софронову не повезло со жребием, который мог бы отсрочить сам призыв. Чайковский тяжело переживал расставание с ним («Воображаю, как бы засмеялся какой-нибудь чужой мне человек, читая эти строки; как бы удивился он, что можно тосковать и страдать по лакею. Но что же делать, если этот лакей был в то же время моим другом и притом столь преданным и любящим!», — писал он) и неоднократно приезжал к нему в казарму. В феврале 1883 года Алексей тяжело заболел воспалением лёгких (первоначальный диагноз — тиф оказался врачебной ошибкой), а после выздоровления получил длительный (годовой) отпуск. За время службы Софронов дослужился до ефрейтора.

### Организация повседневной жизни композитора
Брат композитора Модест в биографии Петра Ильича утверждал, что «тот при наивности институтки во всех практических вопросах существования… не мог лично заведовать устройством своего маленького хозяйства и поручил это своему слуге, Софронову». Сам же он только приобретал «или совершенно излишние вещи (так он купил пару лошадей, от которых вскоре не знал, как отделаться, старинные английские часы, оказавшиеся негодными), или книги и ноты для своей библиотечки». Хозяин «совершенно отдался произволу своего слуги, который, зная привычку и пристрастия своего барина, сумел расположить всё, не гоняясь за требованиями вкуса и изящества, а лишь соображаясь с тем, „что любил барин“». В юности Софронов сопровождал композитора в поездках. В последние годы, когда Чайковский обосновался в Подмосковье, Алексей поддерживал в доме образцовый порядок, выполнял хозяйственные и деловые поручения, играл роль дворецкого и эконома, оберегал творческое уединение и покой композитора.
Н. В. Туманина отмечала, в 1885 году слуга нанял для своего господина в селе Майданово под Клином в аренду барский дом разорившейся помещицы Новиковой, «стоявший на высоком берегу реки Сестры в густом, заросшем парке со старыми липами, пёстрыми цветниками и прудами». Известно, что композитор был разочарован усадьбой, он писал брату Модесту: «То, что Алёше показалось роскошным и великолепным, мне представилось пёстрым, безвкусным, потёртым и грязноватым». В 1888 году Алексей Софронов вновь в отсутствие хозяина по его поручению нанял дом (в деревне Фроловское), окружённый большим садом. Композитор высоко оценил умение своего слуги создать в доме уют — «Алексей чудесно устроил моё новое жилище». Здесь Чайковский прожил около трёх лет.
Виолончелист Юлиан Поплавский, побывавший в Клину у Чайковского в 1892 году, с изумлением отметил для себя, что композитор занимает только верхний этаж и использует лишь три комнаты в большом здании (зал, столовая и спальня, с его точки зрения, из них только зал «напоминал жилище популярнейшего русского композитора»), а все остальные комнаты, за исключением двух-трёх, предназначенных для гостей, находятся в распоряжении Алексея Софронова.
По воспоминаниям жителей Клина, Софронов в частных беседах говорил, что Чайковский платил ему 600 рублей в год. По словам одного из клинчан, композитор купил Алексею небольшое имение около деревни Строкино в Троицкой волости, но слуга жил в доме своего господина и в Строкино практически не бывал (автор примечаний к воспоминаниям З. П. Копёнкина воспринимает информацию о покупке имения как ошибку). В Клину Софронова местные жители воспринимали как доверенное лицо Чайковского, а не лакея.

### Алексей Софронов и музыка
Слуга, по свидетельству Модеста Чайковского, был единственным свидетелем процесса создания большинства произведений композитора, но «как бы совершенно не слышал их и только раз в жизни неожиданно высказал восторженное одобрение хору девушек 3-й картины „Евгения Онегина“, к великому удивлению и огорчению композитора». Это огорчение Модест объяснял страхом брата иметь «постоянно около себя человека, который будет „слышать его“, одобрять и порицать». Этот эпизод так и остался единственным, позже Софронов не испытывал интереса к музыке хозяина. Сам композитор писал: «…никто, ни одна душа человеческая, кроме Алёши, не появляется ко мне, когда я занят [сочинением „Евгения Онегина“], а главное, у меня фортепиано, звуки которого, когда я играю, не доходят опять-таки ни до кого, кроме Алёши». При этом сохранилось свидетельство музыкальности самого Софронова: 3 июля 1883 года в деревне Подушкино под Москвой композитор сделал записи двух песен, которые пели в его присутствии Алексей и прачка. Он работал тогда над Сюитой № 2 и разместил записи услышанных песен среди её эскизов. Б. И. Рабинович сумел идентифицировать эти две песни. По его мнению, это — «Мамашенька бранится» (данная песня подтекстована самим композитором) и «Не велят Маше за реченьку ходить» (её он определил по мелодическому рисунку и ритму). Рабинович отмечал, что Чайковский отошёл от существовавшей в его время традиции считать подлинно народным и фиксировать только одноголосие. В этом случае Чайковский записал два голоса исполнителей.
Друг композитора Николай Кашкин вспоминал, что в декабре 1875 года издатель Николай Бернгард обратился к Чайковскому с просьбой написать фортепианный цикл для двенадцати ежемесячных приложений журнала «Нувеллист» 1876 года. Результатом работы композитора стали «Времена года». Кашкин писал, что Чайковский, опасаясь, что может забыть о заказанной работе, поручил Алексею Софронову в определённый день каждого месяца напоминать о своём обязательстве. Сам Кашкин не называл имя слуги в своих воспоминаниях, но английский писатель и музыковед, профессор Дэвид Клиффорд Браун убеждён, что это именно Софронов. Английский исследователь оценивал эту историю как вполне правдоподобную, но установил, что сохранившаяся переписка с редактором журнала указывает на завершение работы над циклом уже к маю 1876 года. Он предположил, что нехватка денежных средств заставила Чайковского опередить график.

### Алексей Софронов после смерти композитора
Алексей Софронов прибыл из Клина, где он управлял усадебным домом, арендованным Чайковским, в Санкт-Петербург утром в день смерти композитора 25 октября [6 ноября] 1893 года. Чайковский с трудом узнал своего слугу, но обрадовался его появлению. Слуга присутствовал при кончине композитора. Софронов прожил в Клину вплоть до своей смерти в 1925 году. Незадолго до смерти Софронова шестнадцатилетний Аркадий Мазаев (будущий композитор и лауреат Сталинской премии), обладавший даром художника, зарисовал его портрет.

## Участие в создании мемориального музея П. И. Чайковского
В соответствии с завещанием П. И. Чайковского, одна седьмая часть недвижимого имущества и капитала скончавшегося композитора была передана Алексею Софронову. Ему было завещано всё движимое имущество, а также 600 рублей серебром ежегодно из доходов от исполнения произведений. Советский краевед Владимир Холодковский соотносил завещание с цитатой из письма композитора: «если он [Алексей] меня переживёт… ему служить уже нельзя ни у кого, слишком избалован, так нужно его хоть сколько-нибудь обеспечить».
В течение полутора месяцев дом в Клину был опечатан для прояснения вопросов, связанных с завещанием Петра Ильича. После решения всех проблем Софронов пригласил Модеста Чайковского, и они разделили между собой архив композитора. Доктор искусствоведения Полина Вайдман в монографии, посвящённой творческому архиву Чайковского, признавалась, что ей не удалось найти никаких сведений о принципе, который был положен в основу раздела, и установить его она не смогла (например, Софронову отошли две тетради музыкальных эскизов и набросков композитора, сделанных им в 1867—1868 годах, когда будущий слуга ещё даже не был знаком с Чайковским). Документы, доставшиеся Софронову, долгое время оставались неизвестными биографам композитора и исследователям его творчества. Они были переданы в Дом-музей в Клину (и впоследствии частично опубликованы) только после смерти Алексея его сыном Георгием в 1926 году.
Брат композитора Модест принял решение сохранить в неприкосновенности интерьеры в Клину. Софронов, как рассказывал Модест в своих воспоминаниях о композиторе, запросил за мебель, полученную им по завещанию, пять тысяч рублей. Только после того, как Модест Чайковский заплатил требуемую сумму, выяснилось, что бывший слуга уже приобрёл у владельца (В. С. Сахарова) сам дом за 8300 рублей. Он согласился предоставить возможность Модесту Чайковскому проживать в доме покойного композитора только при условии уплаты 50 рублей ежемесячно. Н. Д. Кашкин, посетивший дом, принадлежавший на тот момент Софронову, в 1895 году (через два года после смерти композитора), так описывал свои впечатления:

«Всё в комнатах оставалось в том порядке, как было при покойном; шкафы с книгами, нотами, портреты на стенах, всякие мелкие вещи на письменном столе, не исключая и карт для пасьянса, всё было на своих местах, недоставало только хозяина, но казалось, что он просто ушел на прогулку и вот-вот вернётся. Перебирая книги и бумаги, я нашел листок, где Пётр Ильич записывал для памяти, что ему нужно сделать, и там, между прочим, увидел заметку: „Написать Кашкину“, но письма этого я, вероятно, не получил уже»— Николай Кашкин. Воспоминания о П. И. Чайковском

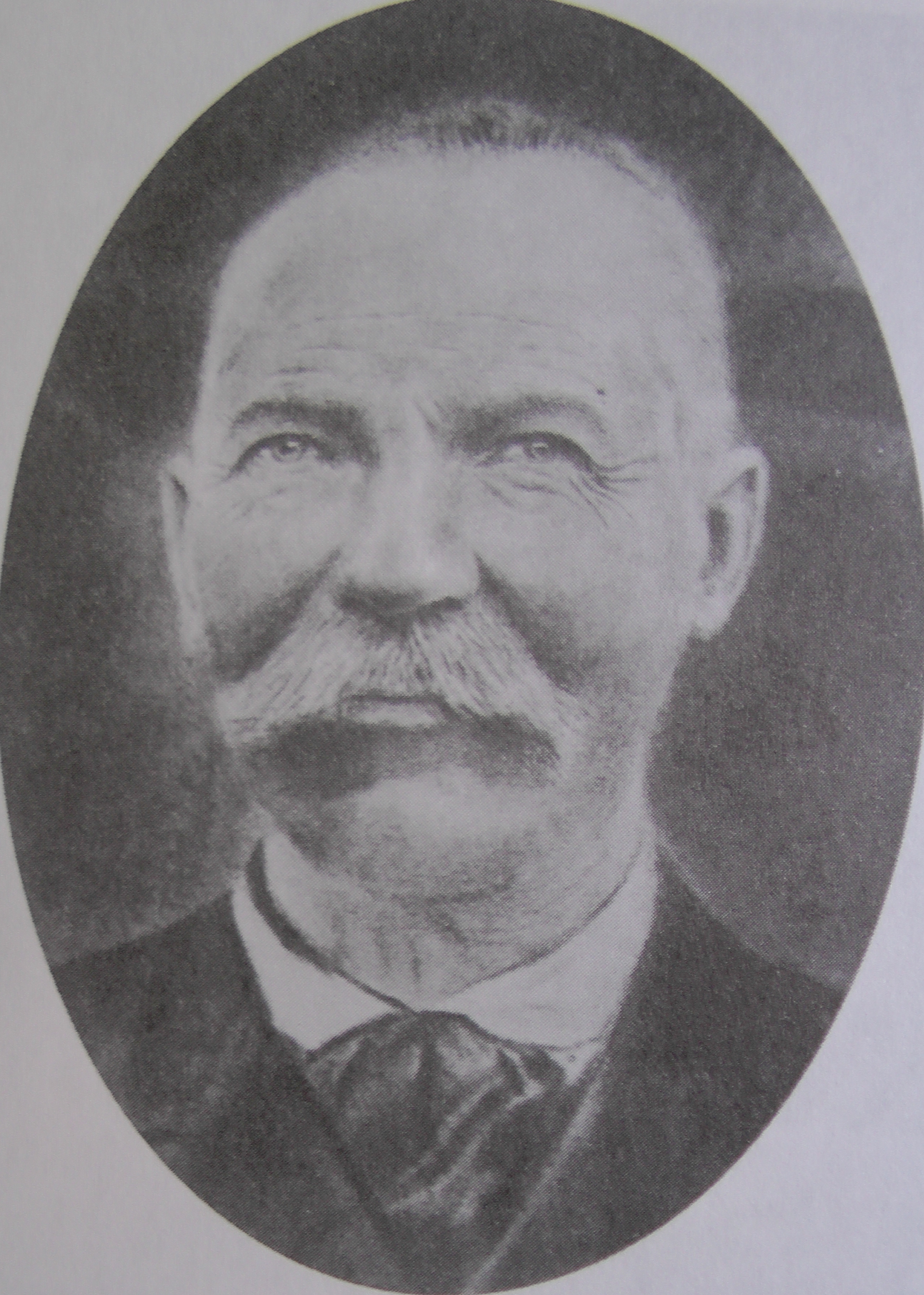
Алексей Софронов в 1900-е годы

Полина Вайдман в своей докторской диссертации отмечала: «Мемориальные предметы (мебель, картины. предметы быта, одежда и др.)… — ценнейшие источники биографии композитора. Практически каждый предмет связан с каким-либо эпизодом из жизни Чайковского и характеризует его личность, его привычки. Одежда, бытовые предметы, мундштуки, письменные приборы и принадлежности, посуда, мебель и прочее рассказывают о частной жизни композитора больше, чем какие-либо другие источники». В своих воспоминаниях Н. Д. Кашкин уважительно называет лакея «Алексеем Ивановичем» и отзывается о нём как о «радушном хозяине».
В 1897 году дом был выкуплен Модестом у Алексея на средства, предоставленные ему для этой цели племянником композитора Владимиром (Бобом) Давыдовым из доходов от исполнения произведений композитора.
Алексей Софронов позже принял участие в организации в усадьбе в Клину мемориального музея своего бывшего работодателя. Советский музеевед М. Т. Белявский отмечал, что существование музея-усадьбы оказалось возможным «благодаря тому, что его [Чайковского] дворецкий и друг, крестьянский парень Алексей Сафронов, проживший с Чайковским 20 лет, сохранил „всё как есть“». К Софронову неоднократно обращались с предложениями продать те или иные уникальные предметы, принадлежавшие покойному композитору, но он всегда отвечал на них решительным отказом.
Сохранились известия, что Софронов трудился в усадебном мемориальном музее. Он писал в 1895 году Модесту Чайковскому: «Квартиру Петра Ильича посетили заслуженный профессор Харьковского университета Стоянов, ещё два инженера и одна дама. Дом осматривали и спрашивали, почему так мало знают о существовании этой дорогой квартиры».

## Личная жизнь

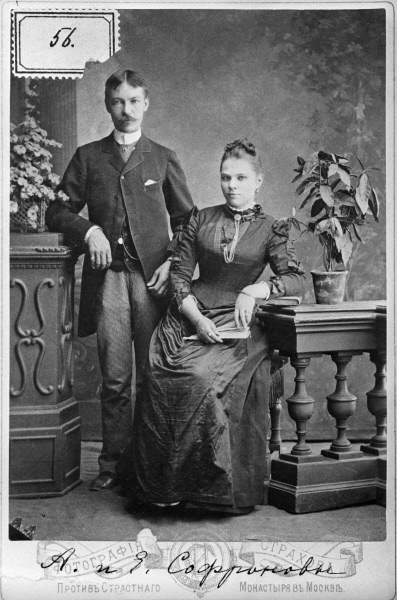
Алексей Софронов со своей второй женой Екатериной

В 1888 году в отсутствие хозяина, но «с его полного одобрения», Алексей женился на девушке по имени Фёкла. В предыдущий раз, когда он влюбился, была назначена свадьба, а Чайковский, по его просьбе, также отбыл в Москву, чтобы не мешать ему праздновать, но «в последний момент невеста передумала и дело окончилась ничем». Композитор, познакомившись с супругой слуги, назвал её «хорошенькой и симпатичной». Фёкла испытывала серьёзные проблемы со здоровьем, часто болела и умерла от туберкулёза в 1890 году. Тяжёлая болезнь Фёклы совпала с резким ухудшением финансового положения композитора. В его доме постоянно гостили Модест Чайковский, Герман Ларош и Александр Легошин с трёхлетней дочкой, что приводило к дополнительным расходам. Напряжённая ситуация неоднократно приводила к ссорам между хозяином и его слугой «по пустякам». После смерти своей супруги Алексей женился в феврале 1891 года во второй раз, снова Чайковский отсутствовал на свадьбе по просьбе слуги. Чайковский писал брату, что новая супруга любимого слуги Екатерина (она родилась в 1873 году и была значительно младше Софронова):

«оказалась очень миленькая и пикантная, страшно во вкусе Лароша, но… я на неё всякий раз сержусь, когда вхожу в комнату Алексея во время их чаепития и вижу, как этот человек страшно влюблён в свою жену. Вспоминаю бедную, добрейшую Феклушу, которая гниёт в нескольких саженях от нас»— Александр Познанский. Чайковский
Позже композитор стал крёстным отцом сына Алексея Софронова от Екатерины — Георгия. Он родился 23 апреля 1892 года, роды были тяжёлыми, мать едва не умерла. Чайковский отзывался о мальчике как о «необыкновенно симпатичном ребёнке». В советское время Георгий стал инженером.
Из переписки П. И. Чайковского известно, что Алексей Софронов вёл дневник:

«Пока Алёша ходил вчера в церковь, мне понадобилась бумага, и, отыскивая её в его комоде, я напал на очень интересную рукопись. Это дневник, который, как оказывается, он вёл в Сан-Ремо в прошлом году. Я проглотил его с большим интересом. Оказывается, что он только представлялся таким бесчувственным, в сущности же страдал и тосковал ужасно. Меня это ужасно тронуло. Теперь он ушёл в город за марками, и я воспользуюсь этим, чтоб сделать для тебя несколько выписок; они имеют большой интерес»— П. И. Чайковский. Письмо 411. М.  И.  Чайковскому. Флоренция, 4 / 16  декабря  [1878  г.]
Благодаря выпискам композитора сохранились достаточно обширные фрагменты дневника Алексея Софронова за 1878 год, которые впервые были опубликованы в России в сборнике «Неизвестный Чайковский. Последние годы» в 2010 году.
…П[ётр] И[льич] очень был рад что скоро расстануться со мной. М[одест] И[льич] и мне сообщил об этом я принял это совсем радушно за обедом. П[ётр] И[льич] говорит что может быть мы уедем а ты должен оставаться здесь я ничего не сказал вечером бильё разобрал. Коля шалил надо мной я ничего но когда он звонить не дал я оттолкнул его, по велению доктора втёр и лёг спать, но спать не хотелось я не знаю почему потому что ли, — что я был так разстроен или такая ночь бессонная а они пошли гулять приходят домой и разговаривают между собой Пётр Ильич говорит вот как за любовь-та мстят тут денег мало а его лечи Мод[ест] Ильич говорит что же делать и разошлись спать мне так было прискорбно это слышать я не могу рассказать ткнулся в подушку и начал плакать.

…Мне так было обидно что я ушёл в свою комнату выпил стакан воды чтобы не заплакать уложил свои вещи стал дожидаться когда придёт за мной брат милосердия так мне было грустно разставаться с барином я не знаю что со мной было я плакал ужасно много но никто не заметил этого. Я увидел какой то пришёл молодой человек одет был как монах в чёрную мантию пришёл к нам на верх стал разговаривать с М. И. Он позвал меня объявил что тот человек пришёл за мной я пошёл одеваться заплакал в последний раз вымылся водой чтобы не заметили, оделся пошёл к ним…
Сохранилось 117 писем композитора к Алексею Софронову, написанных с 1875 по 1893 год. 130 писем Алексея Софронова Чайковскому, датированных 1877—1893 годами, хранятся в архиве Клинского дома-музея композитора.
Милый Лёня!
Я очень скучаю об тебе. Напиши мне, что ты делаешь, здоров ли, очень ли скучаешь, как живёшь, — всё подробно опиши.
Я теперь чувствую себя гораздо лучше. Я ещё ничего теперь не знаю о том, когда возвращусь в Россию, сколько проживу за границей. Нужно будет всё это обдумать и обсудить.
Во всяком случае ты о себе не беспокойся. Я тебя никогда не оставлю, потому что люблю тебя как брата родного. Если Бог поможет достать денег, то я тебя выпишу сюда, за границу. Мне очень трудно жить без тебя. Но что бы ни случилось, а тебе будет хорошо.
Отвечай мне сейчас же и адресуй письмо так:
Suisse. Genève. Poste restante. M. Pierre Tchaïkovsky..
Если не можешь хорошо написать этот адрес, то попроси Николая Львовича.
Целую тебя, мой голубчик.

Твой П. Чайковский

## Биографы композитора о роли Алексея Софронова в жизни композитора

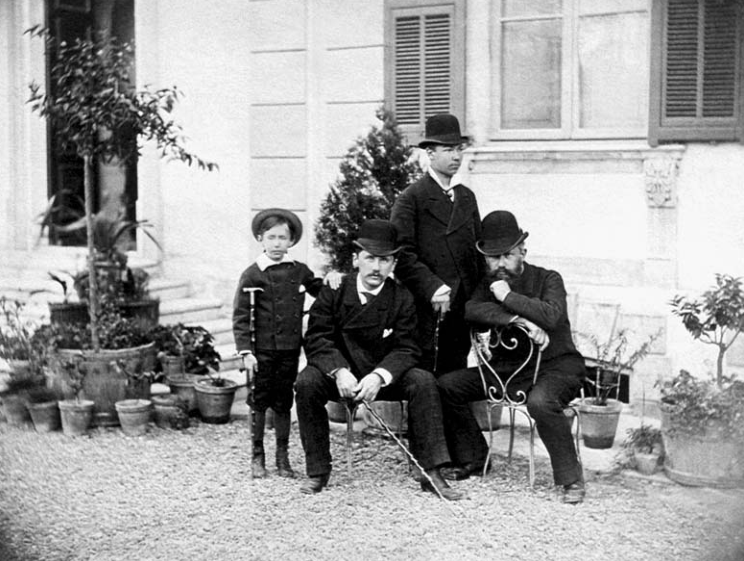
Слева направо: Коля Конради, Модест Чайковский, Алексей Софронов и Пётр Чайковский, январь 1878

Советские искусствоведы и биографы композитора обычно вскользь упоминали Алексея Софронова. Так, Иосиф Кунин в книге, изданной в 1958 году, характеризует Алексея Софронова как «обычного слугу и спутника композитора», называет его (наряду с Модестом Чайковским) основателем Дома-музея Чайковского в Клину. Музыковед Арнольд Альшванг поместил в свою монографию о творчестве Чайковского фотографию его слуги, но посвятил ему лишь несколько строк: «Всей хозяйственной стороной жизни Чайковского ведал слуга, А. И. Софронов, после смерти композитора сохранивший всю обстановку его последнего жилища, ныне ставшего музеем». Автор беллетризированных биографий композиторов XIX века Н. А. Калинина писала о слуге: «Незаменимый Алексей Софронов, за двадцать лет изучивший повадки, вкусы, привычки своего хозяина, быстро и без лишней суеты создал необходимый домашний уют». Краевед Владимир Холодковский, уделивший Алексею значительное место в своей книге «Дом в Клину», писал, что слово «слуга» мало подходит для характеристики Софронова, «который на протяжении почти двадцати лет нёс на себе все домашние обязанности, все бытовые заботы и хлопоты, тем самым избавляя от них своего несведущего и беспомощного в практических делах хозяина».
Целый ряд исследователей жизни и творчества Чайковского считает, что Алексей Софронов находился в гомосексуальных отношениях с композитором. Так, американский биограф Чайковского Александр Познанский предполагал, что их сблизили неустроенность повседневной жизни композитора, его холостяцкие привычки и неспособность самостоятельно вести свои повседневные дела. Он писал:

«Алёша был для Чайковского всем: слугой и спутником в путешествиях, экономом и нянькой, другом, учеником и в какой-то степени даже сыном. Вне всяких сомнений, какое-то время, в самом начале их отношений, он был и любовником своего барина. В конце 1877 года композитор, переживая один из мрачных периодов своей жизни, писал Анатолию о том, что нашёл утешение в своем слуге: „Он чрезвычайно хорошо понял, что мне от него нужно теперь, и удовлетворяет с лихвой всем моим требованиям“. Сексуальный подтекст здесь настолько очевиден, что советские цензоры в поздних изданиях переписки Чайковского купировали этот пассаж»— Александр Познанский. Чайковский
Познанский отмечал, что композитор испытывал «неудобство от подобной близости» и одновременно, будучи человеком своего времени, не мог избавиться от сословных предрассудков, поэтому испытывал «раздражение из-за его [Софронова] низкого происхождения». Тем не менее, Познанский отметил, что несмотря на свою вспыльчивость по отношению к близким людям, в дневниках и письмах Чайковский практически не отзывается негативно о своём слуге. В статье для сборника «Чайковский и его мир», вышедшего в 1998 году на английском языке, Александр Познанский писал об эволюции отношений Алексея Софронова со своим работодателем, что они прошли путь «от партнёра до дорогого друга, который в конечном счёте вступил в брак с благословения Чайковского, но оставался в его услужении до самого конца» (англ. «from bed mate to valued friend, who eventually married with Tchaikovsky's blessing but stayed in his houshold till the very end»), а доцент музыковедения в Индианском университете Лесли Кирни — об одержимости композитора своим слугой (англ. «His obsession with his servant Alesha»). Энтони Холден также утверждал: «Нет сомнения, что Алексей оказывал сексуальные услуги Чайковскому», но настаивал, что отношения между ними впоследствии приобрели иной характер, ссылаясь на письмо композитора. Он писал, что к восемнадцати годам Алексей «невыразимо подурнел», но «для сердца моего остался мил, как и всегда. Что бы ни случилось, а с ним я никогда не расстанусь». К такому же выводу пришёл на основе анализа писем композитора Валерий Соколов. Он, однако, отмечал, что такой вывод остаётся в области предположений, подтвердить его документально, по его мнению, невозможно. Основой же тёплых и близких отношений Чайковского к его слуге, с точки зрения Соколова, «была скорее отеческая, нежели „чувственная“ любовь».
Близкую точку зрения в оценке отношений Чайковского и Софронова занял профессор Саутгемптонского университета Дэвид Клиффорд Браун. Он писал в своей книге о композиторе: «Щедрость его завещания к Алексею указывает на любовь, которую Чайковский испытывал к своему слуге, и поднимает вопрос о том, были ли их отношения только деловыми. Конечно, чрезвычайно пламенный тон некоторых писем Чайковского показывает, что сила его личной заботы об Алексее была очень велика», «близость их отношений станет источником глубокой ревности некоторых родственников Чайковского», «кажется правдоподобным, что Чайковский действительно искал сексуального удовлетворения от Алексея (который сам был, очевидно, гетеросексуалом)».
Писательница и мемуаристка Нина Берберова считала, что окружающие могли не замечать чрезвычайно близких отношений Чайковского и Софронова: «Как любовь его к Бобу [племяннику композитора] посторонние люди принимали за любовь к детям вообще, так его любовь к Алёше (иная, будничная, но тоже сладостная) могла быть принята за любовь к простому народу».

## Образ Алексея Софронова в художественной литературе и кинематографе

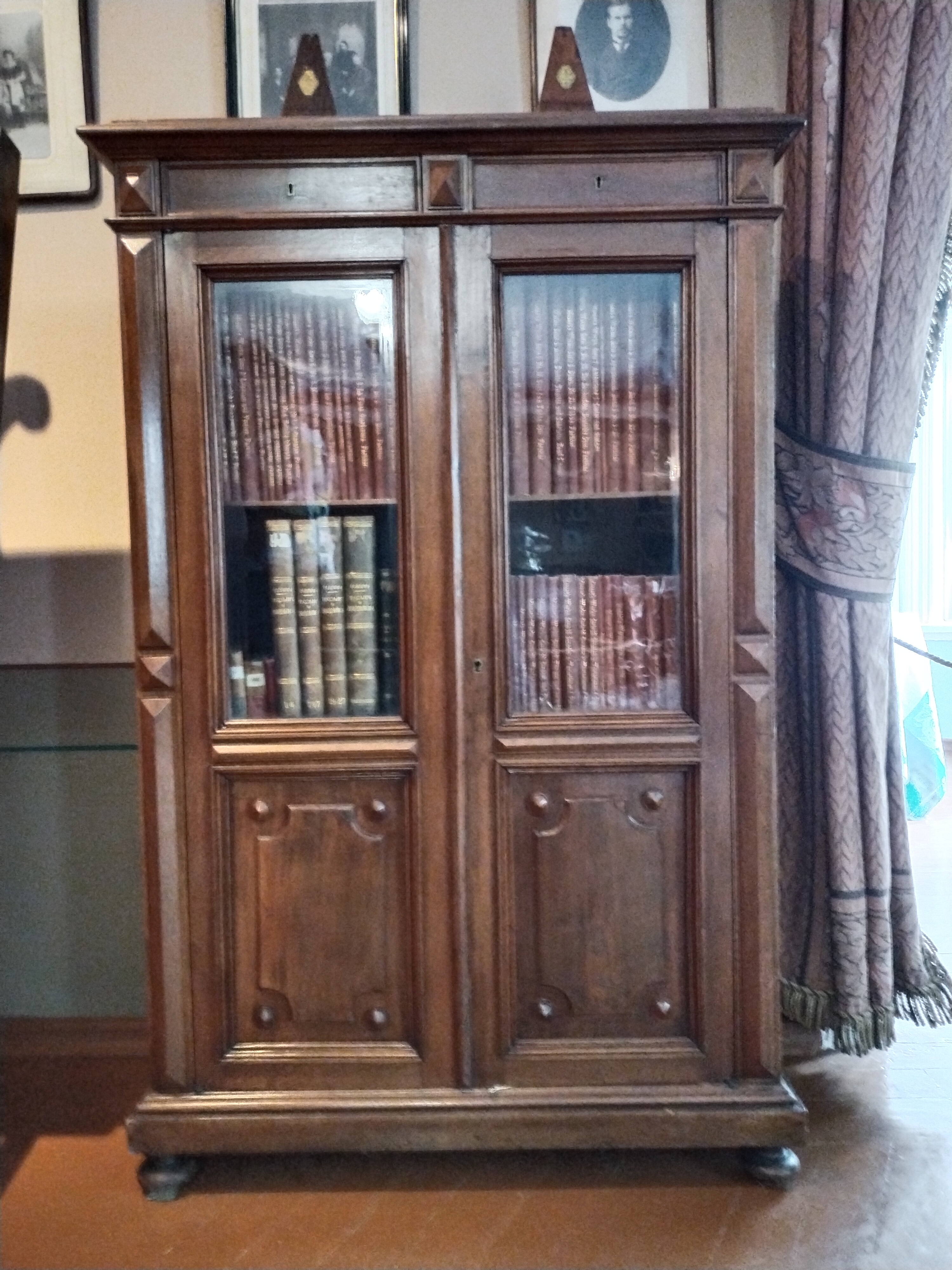
Книжный шкаф в доме-музее Чайковского в Клину. Красные тома на верхней полке — Полное собрание сочинений В. А. Моцарта, подаренное Юргенсоном композитору с помощью Алексея Софронова

Немецкий писатель Клаус Манн вывел Софронова в своём романе «Пётр Ильич Чайковский. Патетическая симфония» (оригинальное название — нем. «Symphonie Pathétique», 1935). Действие романа происходит с декабря 1887 по октябрь 1893 года. Упоминаются реальные события жизни Алексея Софронова и его взаимоотношений с композитором (поступление на службу в двенадцатилетнем возрасте, вручение Чайковскому на Рождество по поручению издателя П. И. Юргенсона Полного собрания произведений Моцарта, выпущенного в Лейпциге издательством «Брайткопф и Хэртель», смерть первой жены Алексея…). Во время действия романа Софронов, по выражению автора, уже «женат и как объект бесплодных воздыханий [Чайковского] совершенно непригоден». Алексей Софронов стал также одним из персонажей беллетризированной биографии композитора советской писательницы Маргариты Ямщиковой «Чайковский: Биографическая повесть» (1954, книга вышла под псевдонимом «Ал. Алтаев») и документально-художественной повести «П. И. Чайковский» Натальи Калининой, вышедшей в 1988 году в издательстве «Детская литература». В книге французского писателя русского происхождения Анри Труайя «Пётр Чайковский и Надежда фон Мекк» (в оригинале — фр. «La Baronne et le musicien, Madame Von Meck et Tchaïkovski», 2004) Алексей — один из второстепенных персонажей.

### Алексей Софронов в кинематографе
Американский музыкальный критик Чарльз П. Митчелл подверг анализу фильмы о П. И. Чайковском, снятые к началу XXI века, в одной из глав своей книги «Великие композиторы, запечатлённые в фильмах с 1913 по 2002 год». В нацистской Германии был снят фильм «Средь шумного бала» (1939, нем. «Es war eine rauschende Ballnacht» — «Эта упоительная бальная ночь»). Кандидат исторических наук Андрей Васильченко охарактеризовал фильм как «красивую мелодраму, пропитанную музыкой Чайковского», но писал, что без музыки и отличной игры артистов он мог бы восприниматься как «поделка, которая поставлена в изящных интерьерах и с излишней патетикой». Премьера фильма состоялась за несколько дней до Второй мировой войны. По сценарию Чайковский заразился холерой, заботясь о своём умирающем слуге (в фильме он носит имя Степан, его играет австрийский актёр Карл Хельмер). На самом деле его слуга Алексей Софронов пережил хозяина и стал наследником значительной части имущества Чайковского.
Разбирая биографический фильм 1948 года «Песня моего сердца» (англ. «Song of My Heart», США, режиссёр Бенджамин Глэйзер), посвящённый П. И. Чайковскому, Чарльз П. Митчелл назвал слугу Стефана (Стивена) Иванова, которого сыграл американский актёр российского происхождения Михаил Разумный, «трансформацией» Алексея Софронова. Скрывшийся за инициалами T. M. P. анонимный кинокритик газеты «The New York Times» писал в 1948 году: «Фактически, уровень восприятия этой картины указывает тот факт, что Михаил Разумный, играющий верного слугу, производит впечатление, которое затмевает главного героя. В своём поиске комедийного эффекта продюсеры не могли сделать лучший выбор, чем мистер Разумный, который является чрезвычайно опытным актёром и одарённым комиком». Другую позицию в трактовке этой роли занял кинокритик Джон Говард Рид. Он писал: «Фильм имеет только самое поверхностное сходство с жизнью Чайковского. Главное и самое неприятное изменение — введение выдуманного, комического персонажа — камердинера, сыгранного Михаилом Разумным. Полная ликвидация ВСЕХ его сцен (включая ВЕСЬ смешной Пролог и Эпилог, в котором он также появляется…) значительно улучшит фильм»
В советском двухсерийном широкоформатном художественном фильме «Чайковский», поставленном на киностудии «Мосфильм» в 1969 году (вышел в прокат в 1970 году, был номинирован на «Золотой глобус» и «Оскар») режиссёром Игорем Таланкиным, роль слуги композитора Алёши сыграл будущий народный артист СССР Евгений Леонов. Кинокритик Нинель Исмаилова писала об этой роли актёра: «Алёша в исполнении Леонова немного потешный, но, главное, добрый, любящий. Доброе отношение к людям и большую духовность, которая концентрируется, как всякая энергия, внутри и в какие-то минуты жизни выплескивается, — это Леонов показал психологически очень тонко и тактично».
В фильме британского режиссёра Кена Рассела «Любители музыки» (англ. «The Music Lovers», 1971) роль Алексея Софронова исполнил кинорежиссёр, актёр, сценарист и писатель Брюс Робинсон. Российский кинокритик Алексей Гусев писал об этом фильме: «„Любители музыки“ кажутся возмутительной (или очаровательно своевольной) пародией на подлинную биографию Чайковского всем, кто с ней незнаком. Именно самые вопиющие моменты фильма, в которых Рассел ради красного словца, кажется, жертвует элементарными приличиями, — по меньшей мере, точное обобщение реальных, задокументированных фактов». В фильме российского режиссёра Аделя Аль-Хадада «Апокриф: музыка для Петра и Павла» (2004), действие которого происходит в усадьбе помещиков Давыдовых, где гостит четыре дня Чайковский, роль Алексея Софронова исполнил комедийный актёр Александр Олешко. Фильм получил награды на отечественном и международном фестивалях, но вызвал насмешки кинокритиков. Так, о сцене с участием Софронова кандидат философских наук и доктор искусствоведения Нина Цыркун писала: «А когда режиссёр вдруг позволяет себе свободу, получается пошлость: из саквояжа с нотами композитора Чайковского, который распаковывает слуга, первым на всеобщее обозрение появляется ночной горшок — это, как видно, иллюстрация к ключевому тезису: „Гоголя тоже считали мрачным и тяжелым, а ему просто ботинки жали“».

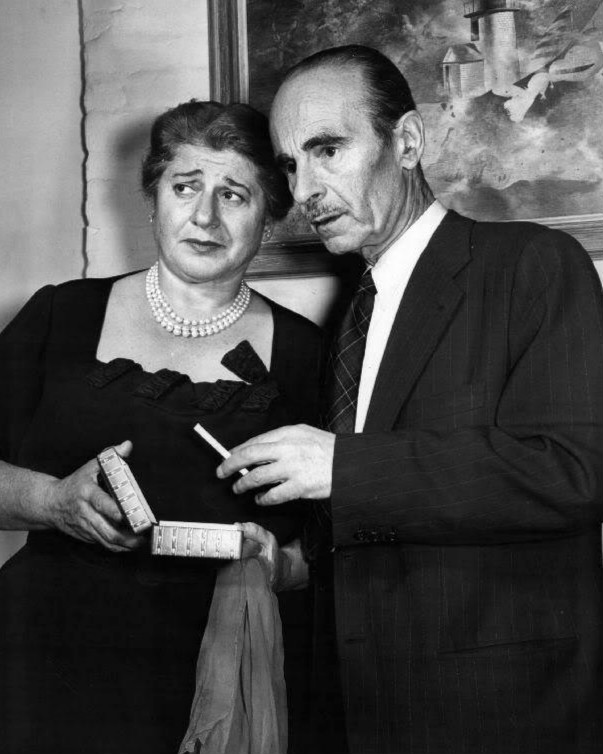
Михаил Разумный в 1954 году
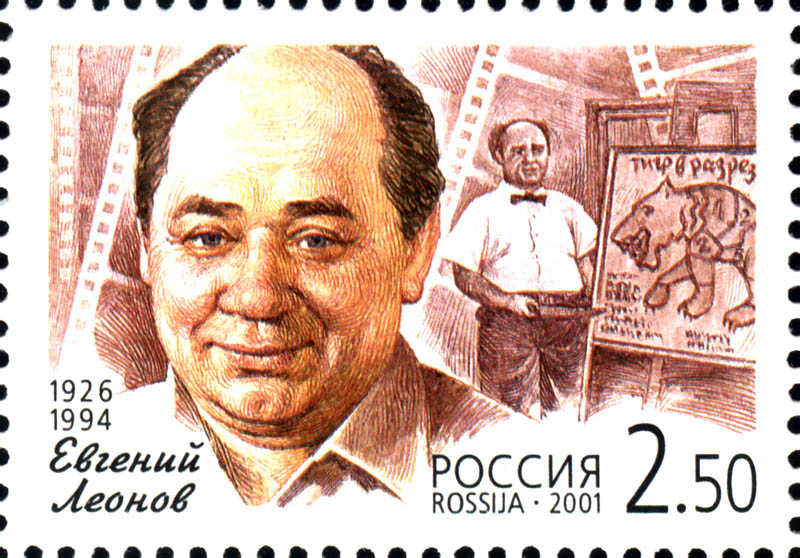
Евгений Леонов в 1961 году
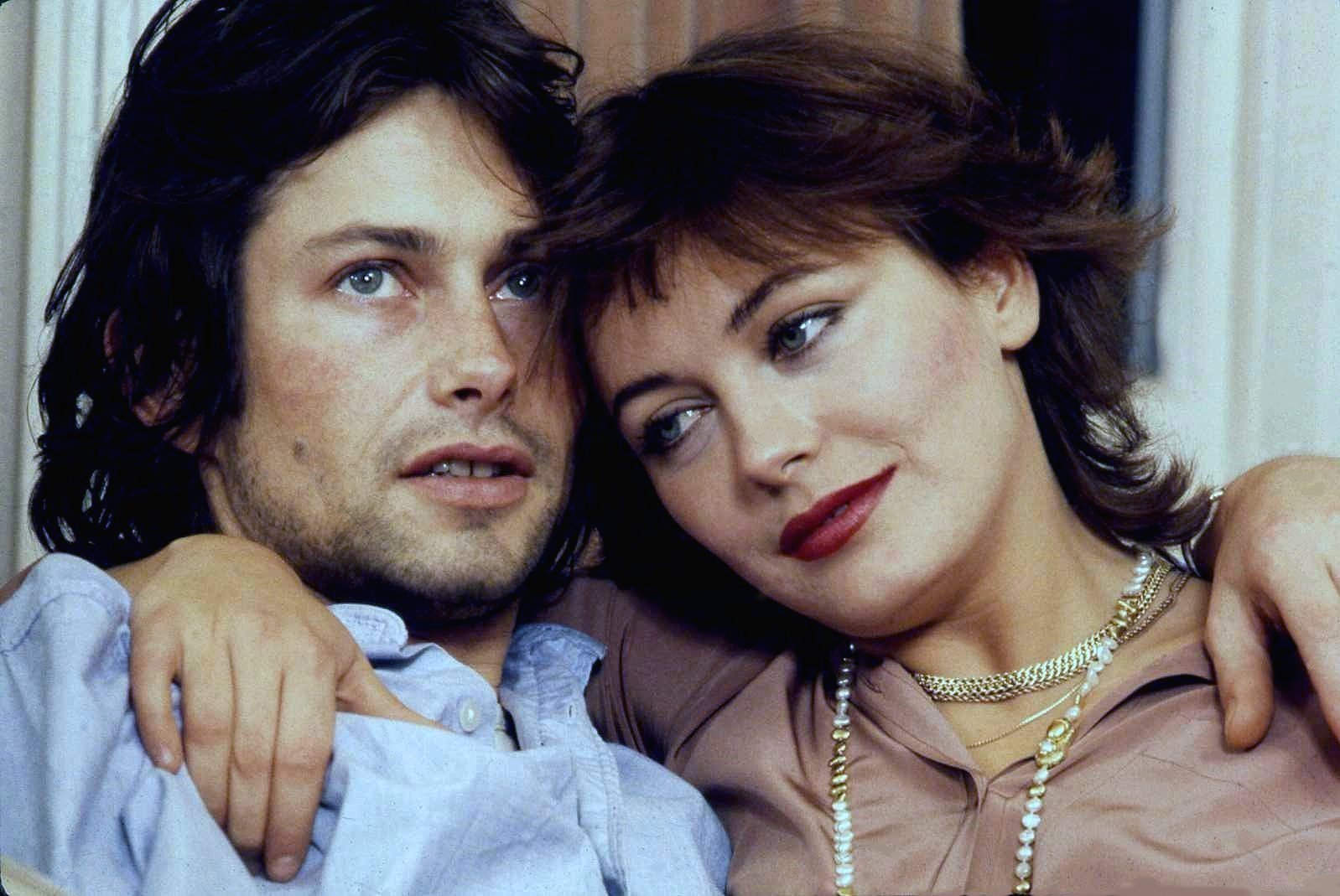
Брюс Робинсон в 1979 году
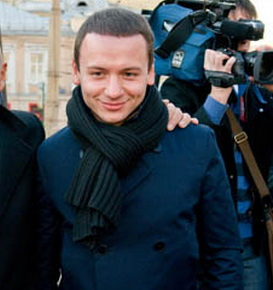
Александр Олешко в 2009 году